# Brochiraja
Brochiraja là một chi cá đuối nhỏ sống ở vùng biển sâu thuộc họ Rajidae. Chi này có 8 loài. Các loài thuộc chi Brochiraja xuất hiện trên vùng biển xung quanh New Zealand và Biển Tasman.

## Loài
- Brochiraja aenigma Last & McEachran, 2006
- Brochiraja albilabiata Last & McEachran, 2006
- Brochiraja asperula (Garrick & Paul, 1974) (Smooth deep-sea skate)
- Brochiraja heuresa Last & Séret, 2012[1]
- Brochiraja leviveneta Last & McEachran, 2006
- Brochiraja microspinifera Last & McEachran, 2006
- Brochiraja spinifera (Garrick & Paul, 1974) (Prickly deep-sea skate)
- Brochiraja vittacauda Last & Séret, 2012[1]